# Prima Star
Prima Star je česká televizní stanice, desátý kanál skupiny FTV Prima. Stanice je zaměřena především na vlastní archivní zábavní pořady a dramatickou tvorbu.

## Vznik
Dne 1. dubna roku 2021 podala FTV Prima žádost o licenci na vysílání nového programu, kterou Rada pro rozhlasové a televizní vysílání schválila na zasedání dne 4. května a která platí po dobu 12 let. 1. června v 10:00 byla spuštěna promo smyčka na pozici „Test-1“ v DVB-T2 Multiplexu 22. Řádné vysílání začalo v pondělí 14. června 2021 v 10:35.

## Vysílání
Stanice je dostupná v digitálním pozemním vysílání v Multiplexu 22. Po dobu jednoho měsíce ji exkluzivně nabízela T-Mobile ve své IPTV službě T-Mobile TV na pozici č. 18 a také ve své satelitní televizi T-Mobile SAT TV. Od 14. července je dostupná v IPTV službách SledovaniTV a O2 TV. Do budoucna bude Prima Star k dispozici i u dalších operátorů.

## Program
Program stanice je zaměřen především na archivní tvorbu FTV Prima, např. Rodinná pouta, Caruso show, Modrý kód, Prostřeno!, VIP Prostřeno!, Božské dorty od Markéty, S Italem v kuchyni, Jak se staví sen, Křižovatky života, Ženy na cestách, Nikdo není dokonalý, Na Pavláska, Marta, Telebazar, Benefice, Dementi, Show Jana Krause, Polívka na víně, To je fór! nebo pořad Trní.